# Dorothea Barth Jörgensen
Dorothea Barth Jörgensen (6 de noviembre de 1990) es una modelo sueca. Es conocida por haber ganado, en 2007, el certamen sueco de Elite Model Look y por su trabajo con Victoria's Secret.

## Carrera
Después de ganar Elite Model Look firmó con la agencia del mismo nombre, Elite Model Management.
Comenzó desfilando en el New York Fashion Week en febrero de 2009, caminando para BCBG Max Azria, Calvin Klein, Jonathan Saunders, Marc Jacobs y Proenza Schouler. Ese mismo mes, en Milán, abrió la pasarela de Sportmax y desfiló para Prada, Jil Sander, Missoni y Pringle of Scotland. En París, cerró el desfile de Anne Valerie Hash y caminó para Chanel, Dries Van Noten, Kenzo, Lanvin, Louis Vuitton y Miu Miu. Fue su primera temporada y ya había desfilado en más de 40 eventos. Llamó la atención de Models.com quienes la incluyeron en el "top 10 novatas", y Style.com quienes comentar que ella iba a triunfar.
A la edad de 18, se mudó a Nueva York y firmó con Women Management.
En 2009 y 2012, desfiló en el Victoria's Secret Fashion Show.
Ha aparecido en anuncios para Alberta Ferretti, Burberry, H&M, J.Lindeberg, The Row o Vera Wang y desfilado para Acne Studios, DKNY, Matthew Williamson, Oscar de la Renta, Philosophy, Rag & Bone, Rick Owens, Rochas, Topshop y Vanessa Bruno.
Ha figurado en revistas como Another Magazine, British Vogue, Elle, Harper's Bazaar, Interview Magazine, The New York Times, V Magazine, Vogue Italia, y W Magazine.

## Vida personal
Aparte de modelar, Dorothea Barth Jörgensen, escribe poemas y actúa. Esto último siendo donde se siente más como ella misma.